# Miss Marple
Miss Marple, egentligen Jane Marple, är en fiktiv person som förekommer i tolv detektivromaner och tjugo noveller av Agatha Christie. Alla romaner har ett flertal gånger adapterats till film eller TV. Hennes första framträdande var i en novell som publicerades i The Royal Magazine i december 1927, "Tisdagsklubben",  som senare blev det första kapitlet i Miss Marples mysterier (1932). Hennes första framträdande i en fullängdsroman var i Mordet i prästgården 1930, och hennes sista framträdande var i Miss Marples sista fall 1976.
Jane Marple är en snäll och nyfiken gammal ungmö, som bor i ett litet hus i den lilla byn St. Mary Mead, någonstans i England. Hennes favoritsysslor är att pyssla om sin trädgård och att skvallra med grannarna, som alla tycker om henne. Miss Marples närmaste släkting är en systerson, den hårdkokte, moderne författaren Raymond West, som vid sällsynta tillfällen kommer och hälsar på henne. Miss Marples nyfikenhet, tillsammans med hennes livserfarenhet, människokännedom, allmänna klokhet och inte minst hennes förmåga att få människor att lätta sitt hjärta för henne, har gjort henne till en lysande amatördetektiv som klarat upp flera kriminalfall, främst mord. Till skillnad från många andra fiktiva detektiver, exempelvis Sherlock Holmes och Hercule Poirot, har miss Marple ingen assistent eller liknande.

## Ursprung
Miss Marple gjorde sitt första framträdande i en serie av sex noveller som publicerades i Royal Magazine mellan december 1927 och maj 1928, varav den första hade titeln The Tuesday Night Club. Två år senare, mellan december 1929 och maj 1930, publicerades ytterligare sex noveller i tidningen The Story-Teller. I juni 1932 kombinerades dessa tolv med ytterligare en novell (Death by Drowning) i antologin Miss Marples mysterier. Redan innan novellerna gavs ut publicerades den första romanen med Miss Marple 1930 under titeln Mordet i prästgården. Det var inte förrän 1942 som Agatha Christie publicerade den andra Miss Marple-romanen, Liket i biblioteket, som följdes av ytterligare tio romaner fram till 1976.
I sin självbiografi skrev Christie om skapandet av den första romanen: "Jag kan inte komma ihåg var, när eller hur jag skrev romanen, varför jag kom att skriva den, eller ens vad som viskade till mig att introducera en ny karaktär – Miss Marple – i berättelsen. Vad som är säkert är att jag vid den tidpunkten inte hade för avsikt att behålla den resten av mitt liv." Och: "Miss Marple smög sig in i mitt liv så snabbt att jag knappt märkte hennes ankomst." Hon såg en litterär föregångare till karaktären i Caroline Sheppard, syster till berättaren i Hercule Poirot-romanen Dolken från Tunis, som hon hade "tyckt så mycket om". Hon var en av favoritkaraktärerna i den här boken – en sur gammal ungmö, begåvad med stor nyfikenhet, som visste allt, hörde allt, ett komplett detektivkontor i huset." När Michael Morton anpassade romanen för scenen ersatte han karaktären Caroline med en ung flicka. Denna förändring gjorde Christie ledsen och hon bestämde sig för att ge gamla ungmör en röst. Så föddes miss Marple.
Karaktären Miss Marple är baserad på vänner till Christies styvmormor, Margaret Miller, född West. Christie tillskrev inspirationen till karaktären till flera källor och uppgav att Miss Marple var "den typ av gammal dam som skulle ha varit ganska lik några av min styvmormors Ealing-kumpaner – gamla damer som jag har träffat i så många byar dit jag har åkt för att bo som flicka". "Miss Marple var på intet sätt en trogen avbild av min mormor, hon var mycket mer stillsam och ungmö än min mormor någonsin var. Men hon hade det gemensamt med miss Marple, att hon alltid väntade sig det värsta av alla, vilket ofta hände." Christie har begåvat sin romanfigur "med några av mormors profetiska förmågor". Miss Marple var dock "inte illvillig, hon hade helt enkelt inget förtroende för sina samtida", men var ändå villig att "acceptera människors överseende trots deras egenheter".

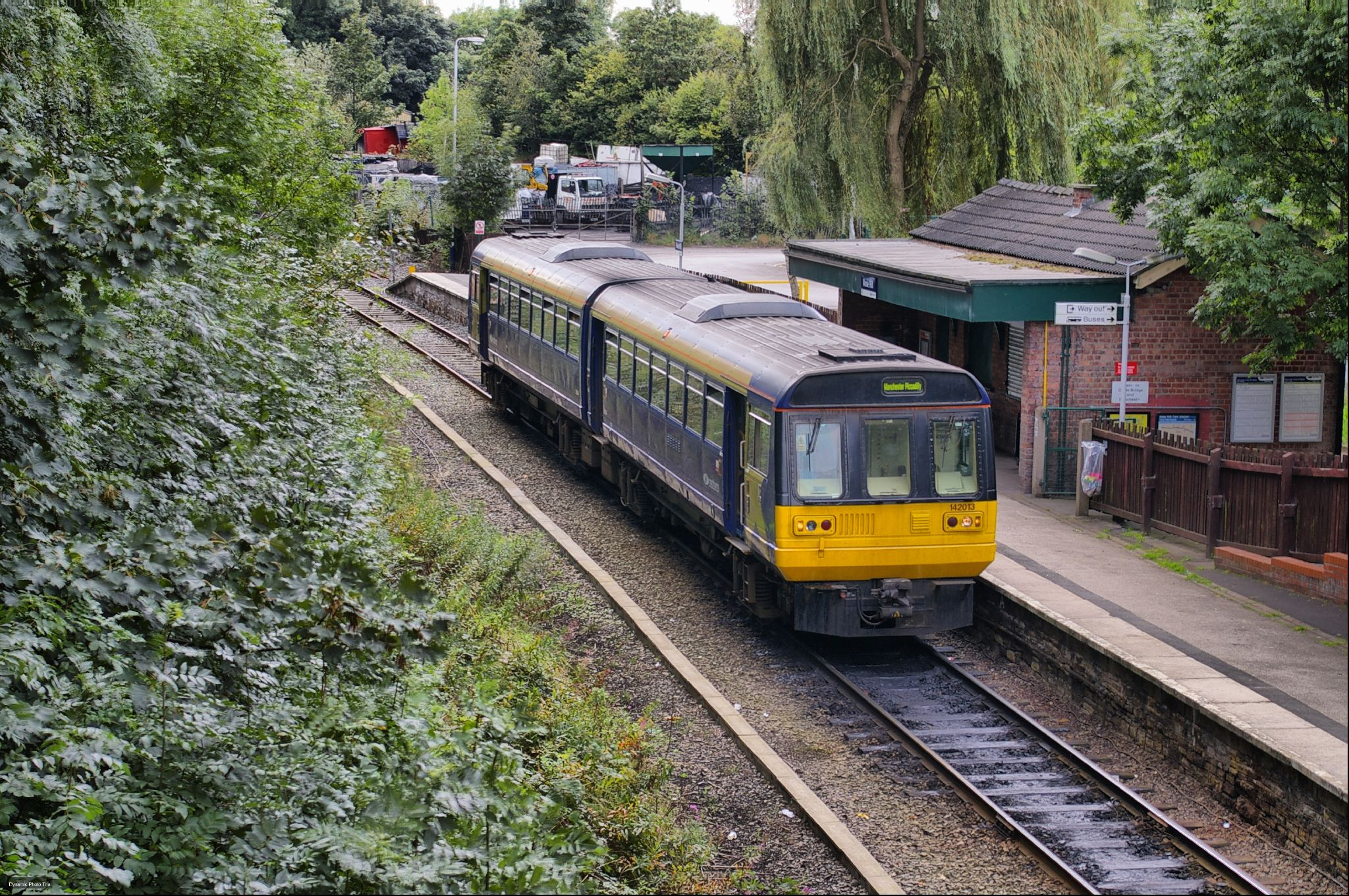
Rose Hill-stationen i Marple i England.

Det anses allmänt att Christie kan ha tagit sin ikoniska karaktärs namn från Marple järnvägsstation, som hon passerade. Ett brev hon skrev till ett fan verkar dock bevisa att namnet inspirerades av ett besök på en försäljning på Marple Hall i samma stad, nära hennes syster Margaret Watts hem på Abney Hall.
När Agatha Christie blev äldre jämfördes hon själv ofta med sin skapelse: två gamla, vithåriga engelska damer med intelligens, iakttagelseförmåga och kunskap om den mänskliga naturen. Barbara Mullen, som spelade Miss Marple i en pjäs, kommenterade: "För att spela Miss Marple måste du studera Agatha Christie. […] Jag tror att rollen är så nära ett självporträtt som det går." Men den 38-åriga Agatha Christie som blev gravid med Miss Marple var raka motsatsen till en gammal ungmö som Miss Marple: hon var gift, frånskild, mor till en dotter och en välkänd författare som tyckte om att resa runt i världen.
Andra litterära figurer har också förknippats med skapandet av Miss Marple, som Amelia Butterworth, Anna Katharine Greens amatördetektiv, som hon introducerade i romanen The Leavenworth Case från 1878. På 1920-talet blev ensamstående, äldre kvinnor allt oftare huvudpersoner i kriminalromaner, som Miss Climpson i Dorothy L. Sayers No Natural Death samma år som Miss Marple skapades. Några år senare lovordade hon Miss Marple och skrev: "Kära gamla tanter är den enda möjliga rätta sortens kvinnliga detektiv".
År 2022, med godkännande av Christies testamentsexekutor, publicerades tolv nya noveller. Dessa var skrivna av Naomi Alderman, Leigh Bardugo, Alyssa Cole, Lucy Foley, Elly Griffiths, Natalie Haynes, Jean Kwok, Val McDermid, Karen M. McManus, Dreda Say Mitchell, Kate Mosse och Ruth Ware.

## Fiktiv levnadsbeskrivning
I romanerna är Miss Marple en kultiverad, lång, något blekhyad och bräcklig äldre dam med blå ögon, som kommer från den övre medelklassen. I de första novellerna ser hon ut att vara omkring 65 år gammal och bär sitt vita hår uppsatt under en svart spetshätta när hon först dyker upp, samtidigt som hon också täcker sina händer med svarta spetshandskar med halva fingrar när hon stickar, hennes favoritsysselsättning. Hon verkar leva sitt liv på sina föräldrars arv, men hon måste vara mycket sparsam. Hennes far tycks ha varit kanik i en katedral. I sin barndom bodde hon i ett barnrum med lila iris på tapeten, hade en syster och togs om hand av en tysk förskollärare. Redan vid den här tiden visste hon hur man använde osynligt bläck, var intresserad av trolleritrick och älskade att besöka Madame Tussauds vaxmuseum i London. Miss Marple hade en mormor som hette Clara, en gammelmoster som hette Fanny, en gammelmorbror som hette Thomas, som var en pensionerad amiral, en moster Helen, en farbror Henry, en farbror som var kanik i Chichester Cathedral och en annan farbror som hette Thomas, som var kanik i Ely. Det fanns också två kusiner, som hette Anthony och Gordon, och kusinerna Fanny Godfrey och Ethel, Lady Merridey. Vid 14 års ålder fick hon lov att tillbringa en semester med sin moster Helen och farbror Thomas på Bertrams hotell, som hon fortfarande minns mycket väl efter nästan 60 år. Vid 16 års ålder skickades Miss Marple till en skola i Florens, Italien, där hon träffade två amerikaner, Ruth och Carrie Louise Martin, som skulle komma att spela en roll senare i livet.
Även om alla släktingar nämns en gång i romanerna, är de inte längre i livet vid tiden för de historier som berättas, med undantag för systersonen Raymond West, som förekommer i några berättelser, bland annat Miss Marples mysterier, Miss Marples sista fall och Spanskt guld (där även hans fru Joyce Lemprière, medverkar). Raymond överskattar sig själv och underskattar sin mosters mentala skärpa. Miss Marple anställer unga kvinnor (däribland Clara, Emily, Alice, Esther, Gwenda och Amy) från ett närliggande barnhem, som hon utbildar för tjänstgöring som allmänna hembiträden efter att hennes gamla hushållerska, den trogna Florence, gått i pension. Hon blev för en kort stund omhändertagen av sin irriterande följeslagare miss Knight. Under hennes senare år bor hennes följeslagare Cherry Baker, som först introducerades i Spegeln sprack från kant till kant, med henne. Trots att hon hade flera kärleksaffärer blev hon aldrig gift. Raymond West tar väl hand om Miss Marple, stöder henne ekonomiskt då och då och är mycket bekymrad över hennes hälsa, vilket till och med leder till att han ger henne flera semestrar. Miss Marple är benägen att drabbas av bronkit, överlevde lunginflammation två gånger och ordinerades ögondroppar med atropinsulfat för sin försämrade syn. Annars tänker hon inte så mycket på medicinering och brukar traditionella huskurer som linfröomslag, kamferolja mot hosta eller kamomillte.
Miss Marple bor i den fiktiva lilla byn St. Mary Mead, en typisk engelsk by i det lika fiktiva grevskapet Downshire, inte långt från den större centrala staden Much Benham, där brottsutredningsavdelningen också finns. Ändå är byn ingalunda ett sömnigt näste: under en period av omkring fyrtio år har det begåtts sexton mord – fem genom gift, två genom pistolskott, två genom drunkning, två genom strypning och fem av oförklarliga orsaker. Dessutom förekom fyra försök till mord genom gift, kvävning och slag mot huvudet, samt fem rån, åtta förskingringsförsök och två serier av utpressning. De blev alla uppklarade av miss Marple. Karaktären Jane Marple i den första Miss Marple-boken, Mordet i prästgården, skiljer sig ganska mycket från hur hon framställs i senare böcker. Denna tidiga version av Miss Marple är en muntert skvallrande och inte en särskilt trevlig kvinna. Invånarna i St. Mary Mead gillar henne men är ofta trötta på hennes nyfikna natur och det faktum att hon verkar förvänta sig det värsta av alla. I senare böcker blir hon en snällare människa.
I de första novellerna var Miss Marple medlem i Tuesday Night Club, en diskussionsgrupp i St. Mary Mead som handlade om olösta brott. Andra medlemmar i klubben var Raymond West, hans fästmö Joyce Lempriere, en konstnär, världsmannen Sir Henry Clithering, som under tidigare år var anställd som kommissarie vid Scotland Yard, den åldrade dr Pender, den lille advokaten mr Petherick, den knubbig mrs Dolly Bantry och hennes make överste Arthur Bantry, den något begränsade skådespelerskan Jane Helier och Dr. Lloyd, som ser på allt ur en medicinsk synvinkel. Men det var alltid miss Marple som fann lösningen på brotten.
Miss Marple löser svåra brott tack vare sin skarpsinniga intelligens, och St. Mary Mead har under hennes tid där gett henne till synes oändliga exempel på den negativa sidan av den mänskliga naturen. Brott påminner henne alltid om en tidigare händelse, även om bekanta kan bli uttråkade av analogier som ofta leder henne till en djupare insikt om ett brotts sanna natur. Hon har också en anmärkningsvärd förmåga att haka upp sig på en avslappnad kommentar och koppla den till det aktuella fallet. I flera berättelser kan hon förlita sig på sin bekantskap med Sir Henry Clithering, en pensionerad kommissarie vid Metropolitan Police, för officiell information när det behövs.
Miss Marple har aldrig arbetat för sitt uppehälle och lever på egna medel, även om hon på sin ålderdom får ekonomiskt stöd från sin brorson Raymond. Hon kommer inte från aristokratin eller den jordägande adeln, men känner sig väl hemma bland dem. Som person kan Miss Marple därför betraktas som en kvinnlig version av gentlemannadetektiven, en stapelvara i brittisk detektivlitteratur. Hon uppvisar en anmärkningsvärt grundlig utbildning, inklusive några konstkurser som involverade studier av mänsklig anatomi med hjälp av mänskliga kadaver. I Trick med speglar (1952) avslöjas det att Miss Marple växte upp i en katedralskola i närheten, och att hon studerade vid en italiensk avslutningsskola med de amerikanska systrarna Ruth Van Rydock och Caroline "Carrie" Louise Serrocold.
Agatha Christie ångrade senare att hon hade skapat sin favoritkaraktär som en gammal dam och därför var tvungen att lämna över de "bästa fallen" till den "yngre" Hercule Poirot. Miss Marple beskrivs som "en gammal dam" i många av berättelserna, men hennes ålder nämns sällan och presenteras inte konsekvent. I Bertrams hotell, publicerad 1965, sägs det att hon besökte hotellet när hon var 14 år och nästan 60 år har gått sedan dess, vilket innebär att hon är nästan 75 år gammal, men i 4.50 från Paddington, publicerad nästan ett decennium tidigare 1957, säger hon att hon kommer att vara "90 nästa år".
Om man räknar bort Miss Marples mysterier gick det 41 år mellan den första och den sista skrivna romanen, och många karaktärer växer och åldras. Ett exempel skulle vara kyrkoherdens brorson: i Mordet i prästgården är pastor Clements brorson Dennis en tonåring; I Spegeln sprack från kant till kant nämns det att brorsonen nu är vuxen och har en framgångsrik karriär. Effekterna av åldrande ses på Miss Marple, som att behöva semester efter sjukdom i 'Ett karibiskt mysterium, men hon är om något mer smidig i Nemesis, som utspelar sig bara 16 månader senare.
Miss Marples bakgrund beskrivs ganska detaljerat, om än i glimtar i de romaner och noveller där hon förekommer. Hon har en mycket stor familj, inklusive en syster, Raymonds mor, och Mabel Denham, en ung kvinna som anklagades för att ha förgiftat sin man, Geoffrey (Sankte Peters tumavtryck).

## Böcker med Miss Marple
Agatha Christie skrev 12 romaner och 20 noveller om Miss Marple.

### Miss Marple-romaner
1. 1930 - Mordet i prästgården (The Murder at the Vicarage)
2. 1942 - Liket i biblioteket (The Body in the Library)
3. 1942 - Mord per korrespondens (The Moving Finger)
4. 1950 - Ett mord annonseras (A Murder is Announced)
5. 1952 - Trick med speglar (They do it with Mirrors)
6. 1953 - En ficka full med råg (A Pocketful of Rye)
7. 1957 - 4.50 från Paddington (4.50 from Paddington)
8. 1962 - Spegeln sprack från kant till kant (The Mirror Cracked from Side to Side)
9. 1964 - Ett karibiskt mysterium (A Caribbean Mystery)
10. 1965 - Bertrams hotell (At Bertram's Hotel)
11. 1971 - Nemesis (Nemesis)
12. 1976 - Miss Marples sista fall (Sleeping Murder)

### Miss Marple-novellsamlingar
- 1932 - Miss Marples mysterier (The Thirteen problems)
- 1939 - The Regatta Mystery
- 1950 - Three Blind Mice and Other Stories
- 1960 - Äventyret med julpuddingen (The Adventure of the Christmas Pudding)
- 1961 - Double Sin and Other Stories
- 1979 - Miss Marple's Final Cases and Two Other Stories (postumt publicerade noveller, även tryckt som Miss Marple's Final Cases, men endast sex av de åtta novellerna handlar om Miss Marple) (skrivna mellan 1939 och 1954, publicerad 1979)
- 1985 - Miss Marple: The Complete Short Stories, publicerad 1985, innehåller 20 noveller från 4 tidigare böcker: Miss Marples mysterier, The Regatta Mystery, Three Blind Mice and Other Stories samt Double Sin and Other Stories.

Miss Marple förekommer även i "En klenod till samlingen", en novell som ingår i Hercule Poirot-samlingen Äventyret med julpuddingen (1960). Fyra av historierna i Three Blind Mice (1950) handlar om Miss Marple: "Strange Jest", "Tape-Measure Murder", "The Case of the Caretaker" och "The Case of the Perfect Maid".

## Teater
En scenversion av Mordet i prästgården, av Moie Charles och Barbara Toy, hade premiär i Northampton den 17 oktober 1949. Den regisserades av Reginald Tate med den 35-åriga Barbara Mullen i huvudrollen som Miss Marple, och efter att ha turnerat nådde den Playhouse Theatre i Londons West End den 14 december. Efter att ha spelats till slutet av mars 1950 åkte den sedan på turné igen.
I juli 1974 återvände Mullen (då 60 år) till rollen i en annan nationell turné av samma pjäs, som efter 12 månader hade premiär på Londons Savoy Theatre den 28 juli 1975. I slutet av mars 1976 togs Miss Marple-rollen över av Avril Angers, varefter uppsättningen flyttades till Fortune Theatre den 5 juli. Rollen gick sedan över till Muriel Pavlow i juni 1977 och till Gabrielle Hamilton i slutet av följande år. Produktionen lades slutligen ner i oktober 1979.
Den 21 september 1977, medan Mordet i prästgården fortfarande spelades på Fortune, hade en scenversion av Ett mord annonseras av Leslie Darbon premiär på Vaudeville Theatre, med Dulcie Gray som Miss Marple. Föreställningen spelades till slutet av september 1978 och turnerade sedan.

## Filmatiseringar

### Margaret Rutherford

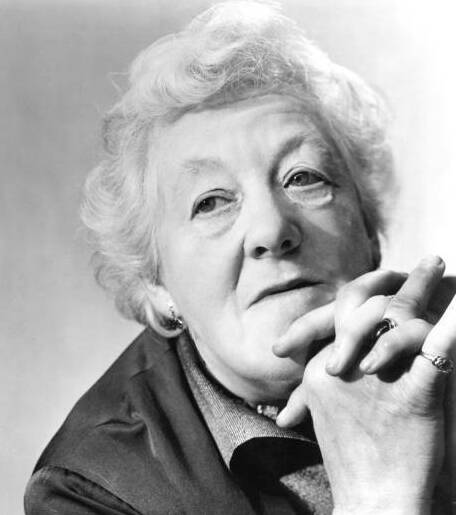
Margaret Rutherford, 1960

Margaret Rutherford spelade Miss Marple i fyra filmer regisserade av George Pollock mellan 1961 och 1964. Det var framgångsrika lätta komedier, men Christie själv var besviken på dem. Icke desto mindre tillägnade Agatha Christie romanen Spegeln sprack från kant till kant till Rutherford.
Rutherford presenterade karaktären som en djärv och excentrisk gammal dam, olik den spröda och fågellika karaktär som Christie skapade i sina romaner. Som Christie skrev har Miss Marple aldrig arbetat för sitt uppehälle, men karaktären som porträtteras av Margaret Rutherford arbetar en kort tid som en kock-hushållerska, en scenskådespelerska, en sjöman och kriminell reformator, och erbjuds chansen att driva ett ridetablissemang-hotell. Hennes utbildning och förnäma bakgrund antyds när hon nämner sina utmärkelser i skytte, fäktning och ridsport (även om dessa tips spelas för komiskt värde).
4.50 från Paddington (1961) var den första av fyra brittiska MGM-produktioner med Rutherford i huvudrollen. Filmen var baserad på romanen med samma namn från 1957, och de ändringar som gjordes i handlingen var typiska för serien. I filmen är Mrs. McGillicuddy bortklippt från handlingen. Miss Marple själv ser ett uppenbart mord begås på ett tåg som kör bredvid hennes. Skådespelerskan Joan Hickson, som spelade Marple i TV-adaptionerna 1984-1992, har en roll som hushållerska i den här filmen.
Mord, sa hon (1963), baserad på Hercule Poirot-romanen Begravningar är farliga (i den här filmen identifieras hon som Miss JTV Marple, även om det inte fanns någon indikation på vad de extra initialerna kunde stå för).
Det är fult att mörda (1964), baserad på Poirot-romanen Mrs McGinty är död från 1952.
Snusdosan (1964). Den sista filmen är inte baserad på något Christie-verk men visar några handlingselement från Trick med speglar (nämligen att skeppet används som en reformskola för egensinniga pojkar och en av lärarna använder dem som en brottsstyrka), och det finns en slags hyllning till Råttfällan.
Musiken till alla fyra filmerna komponerades och dirigerades av Ron Goodwin. Samma tema används i alla fyra filmerna med små variationer i varje. Musiken skrevs inom ett par veckor av Goodwin som kontaktades av Pollock efter att Pollock hade hört talas om honom av Stanley Black. Black hade arbetat med Pollock på Stranger in Town 1957 och hade tidigare anställt Goodwin som sin orkestrerare.
Rutherford, som var 68 år gammal när den första filmen spelades in i februari 1961, insisterade på att hon skulle bära sina egna kläder under inspelningen av filmen, samt att hennes make Stringer Davis, skulle dyka upp bredvid henne som karaktären Mr Stringer. Rutherfords filmer visas ofta på TV i Tyskland, och i det landet är Miss Marple allmänt identifierad med Rutherfords egensinniga porträtt.
Rutherford medverkade också kort som Miss Marple i det parodiska Hercule Poirot-äventyret Den mystiska blondinen (1965).

### Angela Lansbury
1980 spelade Angela Lansbury Miss Marple i Spegeln sprack från kant till kant (regisserad av Guy Hamilton), baserad på Christies roman från 1962. Filmen hade en stjärnspäckad rollista som inkluderade Elizabeth Taylor, Rock Hudson, Geraldine Chaplin, Tony Curtis och Kim Novak. Edward Fox dök upp som kommissarie Craddock. Lansburys Marple var en skarp, intelligent kvinna som rörde sig stelt och talade i avklippt ton. Till skillnad från de flesta inkarnationer av Miss Marple, rökte den här cigaretter. Lansbury fick senare rollen som Jessica Fletcher i Mord och inga visor, en liknande roll.

## Television

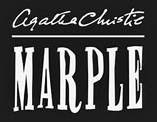

Första gången Miss Marple syntes på TV var 1956, i en inspelning av Ett mord annonseras, som ingick i den amerikanska TV-serien Goodyear Playhouse. Då spelades hon av Gracie Fields. 
År 1970 spelades Miss Marple av Inge Langen i en västtysk TV-version av Mordet i prästgården (Mord im Pfarrhaus).

### Helen Hayes
Den amerikanska skådespelerskan Helen Hayes spelade Miss Marple i två amerikanska TV-filmer mot slutet av sin långa skådespelarkarriär, båda för CBS: Ett karibiskt mysterium (1983) och Trick med speglar (1985). Sue Grafton bidrog till manuset till den förstnämnda. Hayes Marple var godartad och kvittrig. Hon hade tidigare medverkat i en TV-filmatisering av Mord är lätt, där hon spelade en äldre dam som liknade Miss Marple.

### Joan Hickson
Från 1984 till 1992 anpassade BBC alla de ursprungliga Miss Marple-romanerna till en serie med titeln Miss Marple. Joan Hickson spelade huvudrollen. På 1940-talet hade hon uppträtt på scenen i en Agatha Christie-pjäs, Döden till mötes, som sågs av Christie som skrev i ett meddelande till henne: "Jag hoppas att du en dag kommer att spela min kära Miss Marple". Hon spelade ett hembiträde i filmen Love from a Stranger från 1937, med Ann Harding och Basil Rathbone i huvudrollerna. Förutom att porträttera Miss Marple på TV, läste Hickson in Miss Marple-historier för ljudböcker. I artikeln "Binge!" i Entertainment Weekly nummer #1343–1344 (26 december 2014 – 3 januari 2015) valde författarna Hickson som "Best Marple" i tidslinjen för "Hercule Poirot & Miss Marple".
Lista över TV-serien med Joan Hickson:
- Liket i biblioteket (1984)
- Mord per korrespondens (1985)
- Ett mord annonseras (1985)
- En ficka full med råg (1985)
- Mordet i prästgården (1986) – BAFTA nomination
- Miss Marples sista fall (1987)
- Bertrams hotell (1987)
- Nemesis (1987) – BAFTA nomination
- 4.50 från Paddington (1987)
- Ett  karibiskt mysterium (1989)
- Trick med speglar (1991)
- Spegeln sprack från kant till kant (1992)

### Geraldine McEwan (2004–2008)/Julia McKenzie (2009–2013)

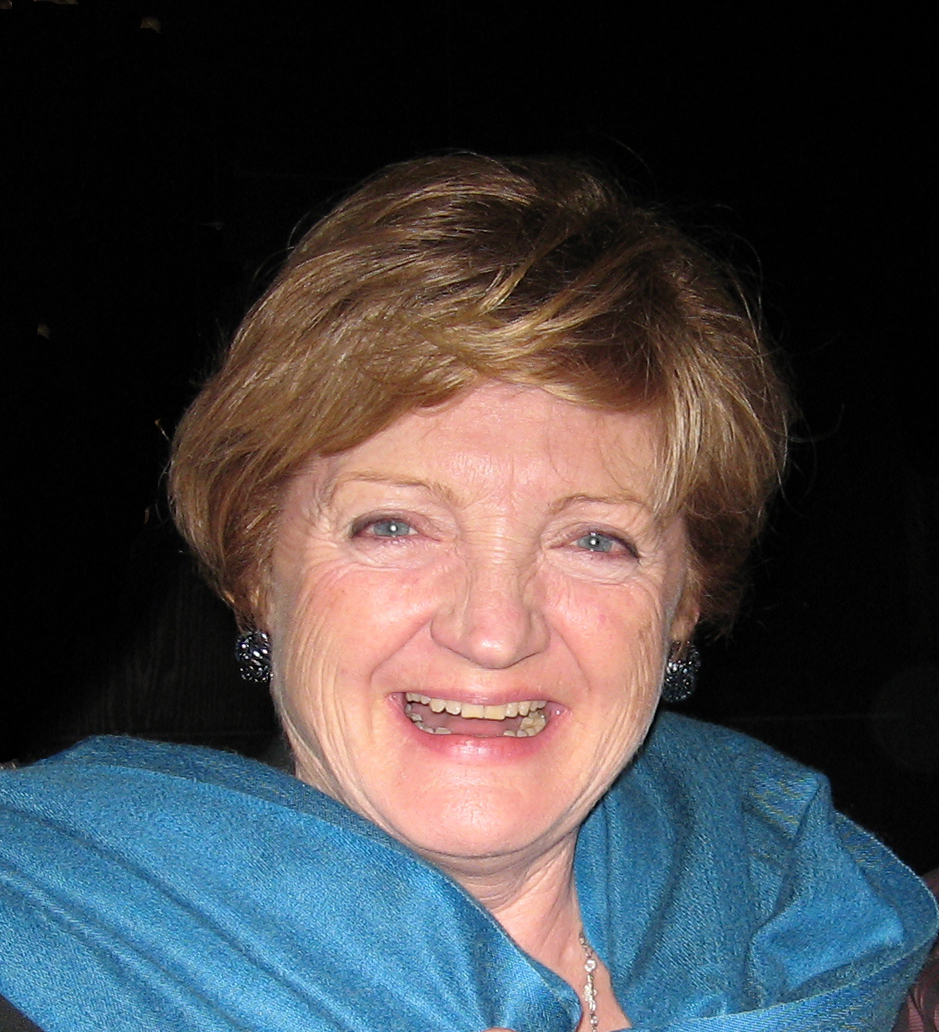
Julia McKenzie

Från och med 2004 sände ITV en serie adaptioner av Agatha Christies böcker under titeln Agatha Christies Marple, vanligtvis kallad Marple. Geraldine McEwan spelade huvudrollen i de tre första säsongerna. Julia McKenzie tog över rollen i den fjärde säsongen.
Adaptionerna ändrar handlingen och karaktärerna i de ursprungliga böckerna (t.ex. genom att inkludera lesbiska affärer, ändra identiteten på vissa mördare, byta namn på eller ta bort viktiga karaktärer och till och med använda berättelser från andra böcker där Miss Marple ursprungligen inte var med). I Geraldine McEwan-serien avslöjas det att när hon var ung (spelad av Julie Cox i en tillbakablick) hade Miss Marple en affär med en gift soldat, kapten Ainsworth, som dödades i strid i första världskriget i december 1915. Det sägs också (i Ett mord annonseras) att hon tjänstgjorde som ambulansförare under första världskriget. Totalt har det gjorts tjugotre filmer i denna serie. Samtliga tolv böcker har filmatiserats. Därutöver har de två Marple-novellerna The Blue Geranium samt Greenshaw's Folly filmatiserats. Övriga nio filmer bygger på Agatha Christie böcker där Miss Marple inte är med.
Lista över TV-serier med Geraldine McEwan och Julia McKenzie:
- Liket i biblioteket (2004)
- Mordet i prästgården (2004)
- 4.50 från Paddington (2004)
- Ett mord annonseras (2005)
- Miss Marples sista fall (2005)
- Mord per korrespondens (2006)
- Ett sting i tummen (2006)
- Mördande seans (2006)
- Bertrams hotell (2007)
- Prövad oskuld (2007)
- Klockan K (2008)
- Nemesis (2008)
- En ficka full med råg (2009)
- Mord är lätt (2009)
- Trick med speglar (2010)
- Varför bad de inte Evans? (2011)
- Den gula hästen (2010)
- Hemligheten på Chimneys (2010)
- Den blå pelargonen (2010)
- Spegeln sprack från kant till kant (2011)
- Ett karibiskt mysterium (2013)
- Greenshaw's Folly (2013)
- Oändlig natt (2013)

År 2015 planerade CBS en "mycket yngre" version av karaktären, ett barnbarn som tar över en bokhandel i Kalifornien.
År 2018 porträtterades Miss Marple av Yunjin Kim i den sydkoreanska tv-serien Ms. Ma, Nemesis.

### Anime
Från 2004 till 2005 producerade den japanska TV-kanalen NHK en animeserie på 39 avsnitt med titeln Agatha Christie's Great Detectives Poirot and Marple, där både Miss Marple och Hercule Poirot medverkar. Miss Marples röst görs av Kaoru Yachigusa. Avsnitten anpassade både noveller och romaner.
Anime-serien dramatiserade följande Miss Marple-historier:
- Strange Jest (EP 3)
- The Case of the Perfect Maid (EP 4)
- The Tape-Measure Murder (EP 13)
- Spanskt guld (EP 14)
- Den blå pelargonen (EP 15)
- 4.50 från Paddington (EP 21–24)
- Motiv kontra tillfälle (EP 27)
- Miss Marples sista fall (EP 30–33)

## Radio
June Whitfield spelade huvudrollen som Miss Marple i Michael Bakewells dramatiseringar av alla tolv romanerna, som sändes på BBC Radio 4 mellan 1993 och 2001.
Tre noveller med Whitfield ("Tape-Measure Murder", "The Case of the Perfect Maid" och "Sanctuary") sändes senare under den gemensamma titeln Miss Marple's Final Cases 16–30 september 2015.